# Storsjön (Ore socken, Dalarna)
Storsjön är en sjö i Rättviks kommun i Dalarna och ingår i Dalälvens huvudavrinningsområde. Sjön har en area på 0,25 kvadratkilometer och ligger 242 meter över havet. Sjön avvattnas av vattendraget Halgån.

## Delavrinningsområde
Storsjön ingår i det delavrinningsområde (678107-148162) som SMHI kallar för Ovan 678214-148042. Medelhöjden är 294 meter över havet och ytan är 6,01 kvadratkilometer. Det finns ett avrinningsområde uppströms, och räknas det in blir den ackumulerade arean 25,09 kvadratkilometer. Halgån som avvattnar avrinningsområdet har biflödesordning 3, vilket innebär att vattnet flödar genom totalt 3 vattendrag innan det når havet efter 317 kilometer. Avrinningsområdet består mestadels av skog (86 procent). Avrinningsområdet har 0,25 kvadratkilometer vattenytor vilket ger det en sjöprocent på 4,1 procent.